# Metalectra argina
Metalectra argina là một loài bướm đêm trong họ Erebidae.